# Ciężów
Ciężów (ukr. Тязів, Tiaziw) – wieś na Ukrainie, w obwodzie iwanofrankiwskim, w rejonie iwanofrankiwskim (dawniej w tyśmienickim). W 2001 roku liczyła 1234 mieszkańców.  Przez wieś przebiega ukraińska droga krajowa N09.
Znajduje tu się stacja kolejowa Ciężów, położona na linii Stryj – Iwano-Frankiwsk (odcinek dawnej Galicyjskiej Kolei Transwersalnej).

## Historia
Wieś została założona w 1222 roku.
W II Rzeczypospolitej miejscowość należała do gminy wiejskiej Bednarów w powiecie stanisławowskim województwa stanisławowskiego.
We wsi urodził się Stanisław Potocki – wojewoda kijowski i poznański.